# Luigi Di Paolantonio
Luigi Di Paolantonio (Filadelfia, 9 maggio 1921 – Roma, 16 gennaio 1976) è stato un politico italiano.

## Biografia
Luigi Di Paolantonio, detto “Tom”, nacque sul suolo americano a Downingtown, West Chester, Phyladelphia PA, USA, il 9 maggio 1921 in una famiglia di emigrati teramani, ultimo di tre figli che insieme alla madre, Rosa Anita Feliciani, rientrarono in Italia nel 1923: per i proletari le condizioni di vita ed abitative in America erano di assoluta precarietà. 
A Teramo, nell’antica casa di Vico del Sole 27, invece fu possibile riannodare i fili di un’esistenza dignitosa e socialmente accettabile, anche se l’estrema scarsezza di possibilità lavorative indussero il padre di Tom, Michele, a tornare negli Stati Uniti con i due figli più grandi, Frank e Albert, per impiegarsi in una cartiera e così poter provvedere con le rimesse d’oltreoceano al sostentamento dell’intera famiglia, fino al rimpatrio una volta conseguita la pensione. Le dure condizioni dell’emigrazione, però, colpirono mortalmente Frank, quando in Italia si consolidava il regime fascista, tanto da sfociare nel totalitarismo belligerante.
Mentre il fratello maggiore, Albert combatteva nella seconda guerra mondiale inquadrato nell’esercito americano come marine, Tom, giovane ufficiale dei granatieri dell’esercito italiano, partecipò nei giorni successivi all’8 settembre 1943 a Roma alla battaglia di Porta San Paolo contro i nazisti e, nel tentativo di attraversare le linee nemiche per raggiungere il Sud Italia liberato, fu catturato dai nazisti occupanti nel dicembre. Internato prima nel campo di concentramento di Bussi, a seguito a un bombardamento della Royal Air Force, fu poi trasferito nel reclusorio di Teramo organizzato in Piazzale Madonna delle Grazie, dal quale riuscì a fuggire prima di essere instradato verso il campo di sterminio di Buchenwald, perché intanto aveva aderito al Partito Comunista Italiano. 
Partecipò alla liberazione di Teramo nel giugno 1944, da commissario politico partigiano e nel dopoguerra svolse la propria militanza nell’organizzazione sindacale.
Divenuto segretario della CGIL di Teramo, Tom organizzò dal 1949 al 1953 le lotte della Val Vomano animate dagli operai impegnati nella costruzione degli impianti idroelettrici, le centrali atte al funzionamento delle turbine per la produzione di energia elettrica e dei sistemi d’irrigazione di cinquemila ettari del basso Vomano. A lui è dedicato il libro “Il Piano del Lavoro della CGIL”, ed. Feltrinelli 1978, che rese pubblici gli atti del convegno dell'Università di Modena svolto nel maggio 1975. Le lotte guidate da Tom sono rappresentate dal murale di 40 mq del M° Sandro Melarangelo, dipinto nel 1978, presso l'allora sede della Camera del Lavoro CGIL di Teramo.
Nel 1953, all'età di 32 anni Tom fu eletto per la prima volta alla Camera dei Deputati (II legislatura): unico parlamentare comunista con doppia cittadinanza italo americana di un paese europeo democratico nel pieno della Guerra Fredda. Fu rieletto deputato nel 1958 (III legislatura) e nel 1963, fu eletto senatore della Repubblica della IV legislatura, componente delle commissioni difesa e sanità.
La storia personale sua e della sua famiglia fece da sfondo a passaggi delicati della storia della Repubblica, in particolare alla decisione di non applicare nell'ordinamento giuridico la cosiddetta “legge truffa” del 1953, permettendo in tal modo il mantenimento in Italia del sistema elettorale proporzionale cambiato poi, nel 1994. 
Tom fu un tenace oppositore della realizzazione del traforo autostradale del Gran Sasso d'Italia, battendosi politicamente a favore di un tracciato alternativo meno impattante, ed a ciclo di traffico aperto, attraverso il passo montuoso delle Capannelle, immediatamente a nord del massiccio del Gran Sasso, come emerge dal libro “Abruzzo lotte e prospettive”, ed. Forma Spazio Pensiero, con prefazione di Renzo Trivelli e introduzione del figlio.
A fine attività parlamentare, nel 1968, tornò all'attività sindacale alla guida la CGIL di Teramo durante l'autunno caldo del 1969 e lavorando per l'unità sindacale tra CGIL, CISL e UIL. Quindi fu Presidente in Abruzzo dell'Alleanza dei Contadini, continuando ad esercitare il ruolo politico di membro della segreteria regionale del PCI in Abruzzo.
Non ancora compiuti i 55 anni, morì per cancro a Roma il 16 gennaio 1976, strettamente assistito dal suo partito e curato nella clinica di Mario Spallone, il medico di fiducia di Palmiro Togliatti, lasciando prematuramente i figli Michele ed Annalisa e tutti i suoi cari.